# Giuseppe Limone
«Che cosa è, nel mondo umano, la persona? Tutto.
Che cosa è, nel mondo contemporaneo, la persona? Nulla»
G. Limone, Persona e memoria, Rubbettino 2017
Giuseppe Limone (Atella di Napoli, 1946) è un filosofo e poeta italiano. 
La sua ricerca filosofica si inserisce nel solco del "personalismo comunitario" tracciato dal filosofo francese Emmanuel Mounier, fondatore della rivista Esprit.

## Biografia
Ha conseguito la laurea in Giurisprudenza all'Università Federico II di Napoli e il dottorato in Filosofia all'Università "La Sapienza" di Roma. Nel 1980 gli è stato conferito il Prix Emmanuel Mounier per una ricerca sul personalismo. Ha studiato a Parigi e a Châtenay-Malabry, sede dell'Association des amis d'Emmanuel Mounier,  presso la Comunità dei muri bianchi, cui appartenevano Paul Fraisse, Paul Ricœur, Paulette E. Mounier, Jean-Marie Domenach e altri illustri intellettuali francesi. È professore ordinario presso la Seconda Università degli Studi di Napoli (oggi Università degli Studi della Campania "Luigi Vanvitelli"). Insegna Filosofia della politica e del diritto, Filosofia delle scienze sociali e Filosofia delle forme simboliche. I suoi interessi di ricerca abbracciano aspetti epistemologici, etici, filosofico-pratici e simbolici, congiunti in un approccio transdisciplinare. Al centro della sua attenzione teoretica è il "problema della persona".
Dirige la collana L'era di Antigone per Franco Angeli. Ha fondato e dirige la rivista "Persona, periodico internazionale di studi e dibattito". È tra i fondatori del Centro interuniversitario europeo di studi sulla simbolica, "Symbolicum". Del suo contributo teorico al personalismo europeo ha scritto Virgilio Melchiorre in Essere persona (Fondazione Achille e Giulia Boroli, Milano 2007). È stato insignito del Premio Internazionale di Poesia "Roberto Farina" alla carriera 2016.

## Pensiero, idea di persona
Il pensiero di Giuseppe Limone sonda in profondità l’idea di persona. Là dove la persona non è né la semplice nobilitazione dell’essere umano in generale, né una singola unità seriale.

Della persona, dice Limone, si può dare idea, non concetto, perché l’idea è aperta come la vita, mentre il concetto è chiuso. L’idea di persona, però, non è l’idea di un quid ma di un quis, perché la persona è un chi, non un che; è l’idea di un’essenza che non può essere separata dalla concreta singola esistenza, originalissima e dotata di dignità. In quanto idea di un quis, la persona si presenta come l’altro versante del teorema d’incompletezza di Gödel.

Nel pensiero di Limone, il significato della persona si delinea all’interno di una costellazione in cui essa:

- è realtà singolare e la sua idea;

- è prospettiva ontologica sussistente e la sua verità;

- è la parte di un tutto che solo parzialmente è parte, perché per altro verso si presenta come un tutto, in quanto è irriducibile al tutto e indivisibile in sé;

- è l’eccezione istituente una regola che riesce, e non riesce, a farsene istituire;

- è l’idea di qualcosa che resiste alla possibilità di essere ricondotto a un’idea;

- è l’idea di un appartenere che resiste all’idea di appartenere.

L’essere della persona richiama, a suo modo, il problema delle antinomie di Russell. Un tale arcipelago di paradossi costituisce, però, una forza virtuosa che interroga ogni sistema.  La persona si configura come invenzione teorica, paradosso logico e misura epistemologica, e rappresenta il punto strutturale di base che istituisce la visione filosofica del giuspersonalismo.

## Opere

### Lavori filosofici
- Tempo della persona e sapienza del possibile: Valori, politica, diritto in Emmanuel Mounier, t. 1, ESI, Napoli 1988.
- Tempo della persona e sapienza del possibile: Per una teoretica, una critica e una metaforica del personalismo, t. 2, ESI, Napoli 1990.
- La catastrofe come orizzonte del valore, Monduzzi Editoriale, Milano 2014.
- Bellezza e persona, su “Aisthema. Philosophy, Theology, Aesthetics” n.1 (2015) vol. 2, pp. 9-22.
- La macchina delle regole, la verità della vita. Appunti sul fondamentalismo macchinico nell’era contemporanea, in La macchina delle regole, la verità della vita, L’Era di Antigone, FrancoAngeli, Milano 2015.
- Che cos’è il giuspersonalismo? Il diritto di esistere come fondamento dell’esistere del diritto, Monduzzi Editoriale, Milano 2015.
- Ars boni et aequi. Ovvero i paralipòmeni della scienza giuridica, in Ars boni et aequi. Il diritto fra scienza, arte, equità e tecnica, L’Era di Antigone, FrancoAngeli, Milano 2016.
- Filosofia e poesia come passioni dell’anima civile. La persona fra potere e memoria in Persona n. 1, Artetetra edizioni, Capua 2016.
- Persona e memoria. Oltre la maschera: il compito del pensare come diritto alla filosofia, Rubbettino, Soveria Mannelli 2017.

### Poesia
- Polifonia d’un vento (Salerno-Roma 1986).
- Dentro il tempo del sole (Salerno-Roma 1987).
- Ore d’acqua (Salerno-Roma 1988).
- Incontrando il possibile re (Salerno-Roma 1988).
- Notte di fine millennio (Bari 2004).
- Fenicia, sogno di una stella a nord-ovest (Roma 2008).
- L'angelo sulle città, in onore del figlio (Roma 2012).
- Le ceneri di Pasolini (Pasturana [Alessandria] 2016).

### Aforismi
- Aforismi di un impiccato felice (Salerno-Roma 1998).
- Aforismi del passato duemila: distruzioni per l'uso (Salerno-Roma 1999).
- Ossi di limone. Aforismi di uno scostumato (Vatolla 2006).
- Sierra Limone. Dai taccuini fenici di Er Limonèro (Vatolla 2006).